# Haloragis masatierrana
Haloragis masatierrana là một loài thực vật có hoa trong họ Haloragaceae. Loài này được Skottsb. miêu tả khoa học đầu tiên.